# تروسلی
تروسلی (به انگلیسی: Trusley) یک محله مدنی و روستا در بریتانیا است که در South Derbyshire واقع شده‌است.